# Shu-ilishu
Shu-ilishu o Šu-ilišu va ser el segon rei de la dinastia d'Isin a Sumer cap al segle xx aC.
Va succeir al seu pare Ixbi-Erra. La llista de reis sumeris li dona un regnat de 20 anys. El va succeir el seu fill Iddin-Dagan.